# Airo Barcelos
Airo Garcia Barcelos (Rondonópolis, 21 de dezembro de 1976 — Campo Grande, 24 de dezembro de 2010) mais conhecido como Airo Barcelos, foi um cantor e compositor brasileiro de música sertaneja.
O compositor de Alcinópolis teve mais de 250 músicas gravadas por grandes nomes da música sertaneja, como Bruno & Marrone (Vê Se Toma Juízo / Choro, Choro), Edson & Hudson (Ela Encasquetou), Milionário & José Rico (Decida), Dois a Um e  Gilberto & Gilmar (Tadim, Tadim), Léo Magalhães (A Culpa é Sua), João Bosco & Vinícius (Enquanto o Inverno Não Passar), Grupo Tradição (Quem Mandou Largar de Mim), Michel Teló (A voz), entre outros.
Morreu três dias depois de completar 34 anos, no dia 24 de dezembro de 2010, na cidade de Campo Grande, Mato Grosso do Sul, vítima de insuficiência renal.
Foi considerado pela dupla sertaneja João Bosco & Vinícius, durante uma live solidária em 2020, um dos maiores compositores de todos os tempos.

## Obras
- Eu Quero Ser a Vida Dela
- Um Anjo Não Mente
- Do Brasil a Argentina
- A Culpa é Sua
- Aceito sua decisão
- Pois é
- A Voz
- Aprendi a Esperar
- Borboleta
- Cara Amarrada
- Decida
- E Agora (Canção feita poucos meses antes da sua morte, considerada uma premonição do dia em que iria falecer).